# Wiktor (Kocaba)
Wiktor, imię świeckie Wołodymyr Dmytrowycz Kocaba (ur. 5 czerwca 1983 w Kutach Starych) – ukraiński biskup prawosławny.

## Życiorys
Podstawy edukacji zdobywał w Kutach (szkoła muzyczna), Kutach Starych i Kosowie.
W 2000 r. wstąpił do seminarium duchownego w Kijowie. Od 2004 naukę kontynuował w Kijowskiej Akademii Duchownej, którą ukończył w 2007 otrzymaniem stopnia kandydata teologii na podstawie dysertacji pt. „Zwierzchnik Ukraińskiej Cerkwi Prawosławnej Najprzewielebniejszy Metropolita Włodzimierz – wybitny orędownik prawosławia”. Równolegle (w latach 2002–2008) studiował zaocznie na wydziale prawa Kijowskiego Uniwersytetu Narodowego im. Tarasa Szewczenki, który ukończył ze specjalizacją „Prawoznawstwo”.
W 2007 został wykładowcą w Kijowskiej Akademii Duchownej, a w latach 2008–2012 był jej sekretarzem naukowym. 20 lipca 2008 otrzymał święcenia diakońskie, a 8 dni później – z rąk patriarchy moskiewskiego i całej Rusi Aleksego II – kapłańskie. 21 września 2008 otrzymał godność protojereja. W 2010 został proboszczem parafii Ikony Matki Bożej „Krzew Gorejący” w Plutach.
W 2012 mianowany kierownikiem administracyjnym eparchii kijowskiej. W maju 2013 został dyrektorem stacji telewizyjnej Ukraińskiego Kościoła Prawosławnego Patriarchatu Moskiewskiego „Prawosławnyj wiestnik”. 9 listopada 2014 decyzją Rady Uczelnianej Kijowskiej Akademii Duchownej otrzymał tytuł docenta.
20 marca 2015 przed metropolitą kijowskim i całej Ukrainy Onufrym złożył wieczyste śluby mnisze z imieniem Wiktor, ku czci św. męczennika Wiktora Damasceńskiego. 17 maja 2015 otrzymał godność archimandryty.
27 maja 2017 nominowany przez Święty Synod na biskupa baryszewskiego, wikariusza eparchii kijowskiej, a także przedstawiciela Ukraińskiego Kościoła Prawosławnego Patriarchatu Moskiewskiego przy europejskich organizacjach międzynarodowych. Chirotonia biskupia miała miejsce 5 czerwca 2017 w soborze Trójcy Świętej w Kijowie na Trojeszczynie, pod przewodnictwem metropolity kijowskiego i całej Ukrainy Onufrego. 
17 sierpnia 2022 r. została mu nadana godność arcybiskupa.
W kwietniu 2023 r. objął katedrę chmielnicką.